# العنكبوت (فلم 2022)
العنكبوت هو فيلم أكشن مصري صدر سنة 2022، من إخراج أحمد نادر جلال، وتأليف محمد ناير، وإنتاج وليد صبري، ومن بطولة أحمد السقا، ومنى زكي، وظافر العابدين، ويسرا اللوزي، ومحمد لطفي، ومحمد ممدوح.
هو من الأفلام التي أُطلقت في عيد الفطر 1443 هـ\2022 م. وهو آخر عمل يظهر فيه الفنان زكي فطين عبد الوهاب.

## ملخص القصة
في إطار الحركة الممزوجة بالإثارة تدور أحداث الفيلم حول تاجر مخدرات خطير، يتمكن من تصنيع مواد مخدرة جديدة، ويبيعها، ويقع في العديد من المشاكل والمطاردات من قبل الشرطة.

## طاقم التمثيل
- أحمد السقا
- منى زكي
- ظافر العابدين
- يسرا اللوزي
- محمد لطفي
- محمد ممدوح
- شيماء سيف
- زكي فطين عبد الوهاب
- أحمد فؤاد سليم
- ريم مصطفى
- شيكو (ضيف شرف)
- آسر ياسين (ضيف شرف)

## وصلات خارجية
- مقالات تستعمل روابط فنية بلا صلة مع ويكي بيانات